# Louise Boitard
Pour les articles homonymes, voir Boitard.

Louise Boitard, née le 20 mai 1907 à Caen où elle est morte le 4 avril 2001, Madame Léonard Gille, dite Jeanine Boitard et Jeanine Gille, d'après son nom dans la Résistance Janine, est une résistante française.

## Biographie

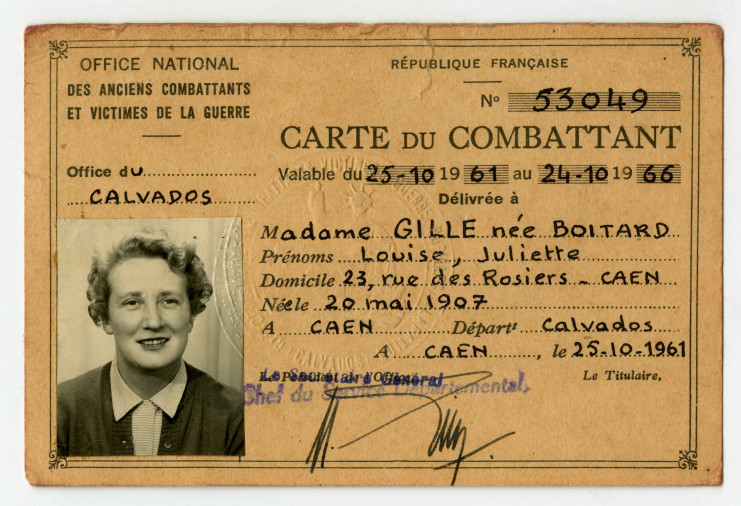
Carte du combattant de Louise Boitard.

Elle fit preuve dès 1940 d’esprit de résistance. Elle recueillit et cacha chez elle un aviateur canadien avant de s’engager à fond dans la Résistance. Elle permit de faire passer la ligne de démarcation à de nombreuses personnes. Son personnage apparaît dans le film Le Jour le plus long, joué par Irina Demick.
Elle épousa dans l’immédiate après-guerre Léonard Gille.
Le 18 avril 1971, Jeanine Gille fut la première femme à siéger au conseil général du Calvados. Elle succède à son mari, mort deux mois plus tôt. Elle fut réélue en 1973, puis battue de huit voix en 1979.
Elle fut membre du conseil d’administration de l’hebdomadaire Liberté de Normandie.
Elle est inhumée aux côtés de son mari au cimetière du Poirier, au hameau du Poirier, dans la commune de Frénouville, à l’est de Caen.

## Distinctions
- Officier de la Légion d'honneur[réf. souhaitée]
- Croix de guerre 1939–1945[réf. souhaitée]
- Médaille de la Résistance française (décret du 23 octobre 1945)[4]
- Chevalier de l'ordre de la Santé publique[réf. souhaitée]
- Juste parmi les nations (2001)[5]